# Kjušu
Kyūshū (九州, Kyūshū, izgovorjava [kʲɯꜜːɕɯː] (), dob. 'devet provinc') je tretji največji japonski otok s površino 36.554 km2 in najjužnejši izmed štirih glavnih otokov (tj. brez Okinave). V preteklosti je bil znan kot Kjūkoku (九国, 'devet držav'), Činzei (鎮西, 'zahodno od pacificiranega območja') in Cukuši-no-šima (筑紫島, 'otok Cukuši"). Zgodovinsko regionalno ime Saikaidō (西海道, dobesedno 'Območje Zahodnega morja') se je nanašalo na Kjušu in njegove okoliške otoke. Kjušu ima površino 36.782 kvadratnih kilometrov in je imel leta 2018 14.311.224 prebivalcev.
V reformah zakonika Taihō iz 8. stoletja je bil Dazaifu uveden kot poseben upravni izraz za regijo.

## Geografija
Otok je gorat in najbolj aktiven vulkan na Japonskem, vulkan Aso na 1591 metrov, je na Kjušuju. Obstaja veliko drugih znakov tektonske aktivnosti, vključno s številnimi območji vročih vrelcev. Najbolj znani med njimi so v Bepuju na vzhodni obali in okoli gore Aso v osrednjem Kjušuju. Otok je od Honšuja ločen s Kanmonskim prelivom. Ker je otok najbližji azijski celini, je zgodovinsko gledano predstavljal prehod na Japonsko.
Skupna površina je 36.782,37 km², zaradi česar je 37. največji otok na svetu. Je nekoliko večji od otoka Tajvan s 35.808 km². Najvišja nadmorska višina je 1791 metrov na gori Kudžū.
Ime Kjūšū izhaja iz devetih starodavnih provinc Saikaidō, ki so na otoku: Čikuzen, Čikugo, Hizen, Higo, Buzen, Bungo, Hjūga, Osumi in Sacuma.
Današnja regija Kjušu 九州地方|Kyūshū-chihō}} je politično opredeljena regija, ki jo sestavlja sedem prefektur na otoku Kjušu (ki vključuje tudi nekdanji Cušima in Iki kot del Nagasakija), plus prefektura Okinava na jugu:
- Severni Kjušu
  - prefektura Fukuoka
  - prefektura Kumamoto 
  - prefektura Nagasaki
  - prefektura Ōita
  - prefektura Saga
- Južni Kjušu
  - prefektura Kagošima
  - prefektura Mijazaki
- Okinava
  - prefektura Okinava

## Prebivalstvo
Kjušu ima 10,3 odstotka prebivalstva Japonske. Večina prebivalcev Kjušuja je skoncentrirana na severozahodu, v mestih Fukuoka in Kitakjušu, s populacijskimi koridorji, ki se raztezajo proti jugozahodu v Sasebo in Nagasaki ter proti jugu v Kumamoto in Kagošimo. Z izjemo Oite in Mijazakija vzhodna obala kaže splošen upad prebivalstva.
Politično je Kjušu opisan kot trdnjava Liberalno demokratske stranke.
Po podatkih japonskega popisa prebivalstva je prebivalstvo regije Kjušu z otočjem Rjukju (prefekturi Okinava in Kagošima) doživelo velik upad prebivalstva od okoli leta 2000. Vendar pa je skupni upad prebivalstva blag zaradi razmeroma visoke rodnosti. Poleg tega imajo tudi druge prefekture v Kjušuju izjemno visoko stopnjo skupne rodnosti v primerjavi s preostalo Japonsko. Rjukjuanci so avtohtona manjšinska skupina na Japonskem.

### Določena mesta
- Fukuoka (1.588.924 prebivalcev)
- Kitakjušu (940.978 prebivalcev)
- Kumamoto (738.907 prebivalcev)

### Osrednja mesta
- Kagošima
- Ōita
- Nagasaki
- Miyazaki
- Naha
- Kurume
- Sasebo
- Saga

## Okolje in kmetijstvo
Deli Kjušuja imajo subtropsko podnebje, zlasti prefektura Mijazaki in prefektura Kagošima. Glavni kmetijski proizvodi so riž, čaj, tobak, sladki krompir in soja; tudi svila se veliko proizvaja.
Poleg vulkanskega območja na jugu so na severnem delu otoka, v okolici Bepuja, pomembni blatni vrelci. Izviri so mesto pojavljanja nekaterih ekstremofilnih mikroorganizmov, ki so sposobni preživeti v ekstremno vročem okolju.
Na Kjušuju sta dve območji svetovne naravne dediščine: starodavni gozd Jakušima (vpisan leta 1993) in Otoki Amami-Ošima, Tokunošima, severni del Okinave in Iriomote (vpisani leta 2021).

## Gospodarstvo
Gospodarstvo Kjušuja predstavlja približno 10 % celotnega japonskega gospodarstva in je z BDP, ki je enak tistemu v Iranu, 26. največji državi na svetu, četrto največje gospodarsko območje za tremi glavnimi metropolitanskimi območji Tokio, Osaka in Nagoja.
Gospodarstvo Kjušuja ima dobro uravnoteženo industrijsko strukturo, ki sega od primarnih industrij, kot je kmetijstvo, do sekundarnih industrij, kot je proizvodnja, in terciarnih industrij, kot so trgovina na drobno, storitve in turizem. Kmetijska proizvodnja v regiji znaša 1,8 bilijona jenov (20-odstotni delež skupne nacionalne proizvodnje), regija pa je glavno domače proizvodno središče za avtomobilsko industrijo in industrijo polprevodnikov. Kjušu ima tudi uspešno zdravstveno industrijo, vključno z medicinsko in negovalno oskrbo, ter številne raziskovalne in proizvodne zmogljivosti na področju vodika, sončne energije in drugih obnovljivih virov energije. Poleg tega so bila mesta Fukuoka, mesto Kitakjušu in prefektura Okinava imenovana za nacionalne strateške posebne cone, za katere se pričakuje, da bodo imela gospodarski učinek na celotno regijo Kjušu z ustvarjanjem inovacij v industriji ter spodbujanjem novega podjetništva in zagonskih podjetij.
Kjušu je regija z močnimi gospodarskimi vezmi v Aziji. Azija je na primer predstavljala 420 (77,9 %) od 539 čezmorskih primerov širitve podjetij Kjušu-Jamaguči od leta 2010 do 2019, Azija pa je predstavljala 61,1 % celotnega izvoza Kjušu-Jamagučija v letu 2019, kar je 7,4 odstotne točke več kot država kot celota. Pristanišči Hakata in Kitakjušu kot logistično vozlišče med Japonsko in Azijo sprejmeta veliko število mednarodnih kontejnerjev. Poleg tega je bilo leta 2019 število postankov ladij za križarjenje 772, pri čemer je Kjušu predstavljal 26,9 % skupnega števila postankov v državi.
Kjušu je znan po različnih vrstah porcelana, vključno z Arita, Imari, Sacuma in Karacu. Težka industrija je skoncentrirana na severu okoli Fukuoke, Kitakjušuja, Nagasakija in Oite in vključuje kemikalije, avtomobile, polprevodnike, predelavo kovin, ladjedelništvo itd. Otok Tanegašima gosti vesoljski center Tanegašima, ki je največji kompleks za izstrelitev raket na Japonskem.

## Kultura
Kraji svetovne dediščine v Kyushuju:
- Mesta Gusuku in z njimi povezane nepremičnine kraljestva Rjukju, vpisana leta 2000
- Prizorišča japonske industrijske revolucije Meidži: železo in jeklo, ladjedelništvo in premogovništvo, vpisana leta 2015
- Sveti otok Okinošima in z njim povezana mesta v regiji Munakata, vpisana leta 2017
- Skrita krščanska mesta v regiji Nagasaki, vpisana leta 2018